# Dicranota mexicana
Dicranota mexicana är en tvåvingeart som beskrevs av Alexander 1946. Dicranota mexicana ingår i släktet Dicranota och familjen hårögonharkrankar. Inga underarter finns listade i Catalogue of Life.